# Кибордзалидзе, Акакий
Акакий Кибордзалидзе (17 августа 1963, Кутаиси — 10 июля 2001, Москва) — советский дзюдоист, чемпион и призёр чемпионатов СССР, призёр чемпионатов Европы и мира, мастер спорта СССР международного класса. Выступал в тяжёлой (свыше 95 кг) и абсолютной весовых категориях. Родился и жил в Кутаиси (Грузия). Скончался в Москве. Похоронен в Кутаиси.

## Спортивные достижения
- Чемпионат СССР по дзюдо 1987 года — ;
- Чемпионат СССР по дзюдо 1988 года — ;